# Station Dawuan
Dawuan is een spoorwegstation in de Indonesische provincie West-Java.

## Bestemmingen
- Patas Purwakarta: naar Station Purwakarta en Station Jakarta Kota